# Éric Grauffel
Éric Grauffel, né le 8 décembre 1979 à Quimper, fils de Gérard Grauffel, est un tireur sportif français, nonuple champion du monde du tir sportif de vitesse depuis 1999,
Il est le seul tireur au monde à avoir remporté ce titre dans trois divisions différentes de sa discipline (Open, Production et Standard).
Il a également remporté les Championnats TSV de pistolet européens en 1998, 2001, 2004, 2007, 2010, 2013, 2016 et 2019